# Daniel Murray Bayne Galbraith
Daniel Murray Bayne Galbraith, kanadski letalski častnik, vojaški pilot in letalski as, * 27. april 1895, Carleton Place, Ontario, † 29. marec 1921.
Stotnik Galbraith je v svoji vojaški službi dosegel 6 zračnih zmag.

## Življenjepis
Pred prvo svetovno vojno je bil študent v Torontu. Leta 1915 je skupaj s Brownom in Edwardsom vstopil v Wright School v Daytonu (Ohio).
Potem, ko je končal šolanje, je vstopil v Kraljevo pomorsko zračno službo. Dodeljen je bil 1. pomorskemu krilu v Franciji.
Oktobra 1916 je dosegel dve zračni zmagi s Nieuport 17, nato pa je bil premeščen v novoustanovljeno 8. pomorsko eskadriljo. 
23. oktobra 1916 je dosegel svojo zadnjo zmago, saj je bil nato poslan v Anglijo, kjer je postal inštruktor. Leta 1918 je bil poslan v Italijo, kjer je sodeloval v protipodmorniškem bojevanju.
Po vojni je ostal v aktivni službi pri Kraljevem kanadskem vojnem letalstvu.

## Odlikovanja
- Distinguished Service Cross (DSC) s ploščico
- Croix de Guerre